# Diputación Provincial de Albacete
La Diputación Provincial de Albacete es el órgano de gobierno y administración autónoma de la provincia de Albacete (España).  Tiene su sede en la capital, la ciudad de Albacete.
Presta servicios directos a los ciudadanos y apoyo técnico, económico y tecnológico a los ayuntamientos de los ochenta y siete municipios que conforman la provincia. Además, coordina algunos servicios municipales y organiza servicios de carácter supramunicipal.

## Historia
La Diputación de Albacete fue creada en 1835, como consecuencia de la organización de España en provincias de 1833. En aquella época ejerció competencias en materia de obras públicas, educación, beneficencia, así como funciones intermedias entre los municipios y la administración del Estado.

## Presidentes
El villarrobletano Pedro Urrea Sandoval fue el primer presidente de la institución en el siglo XX. Han ostentado el cargo de presidente personalidades como el exiliado Eleazar Huerta Valcárcel, Francisco Giménez de Córdoba y Arce, quien encabezó la sublevación en Villarrobledo tras el golpe de Estado de 1936, a resultas de lo cual fue ejecutado por traidor, o Abelardo Sánchez. Su actual presidente es Santiago Cabañero, del PSOE.

## Composición

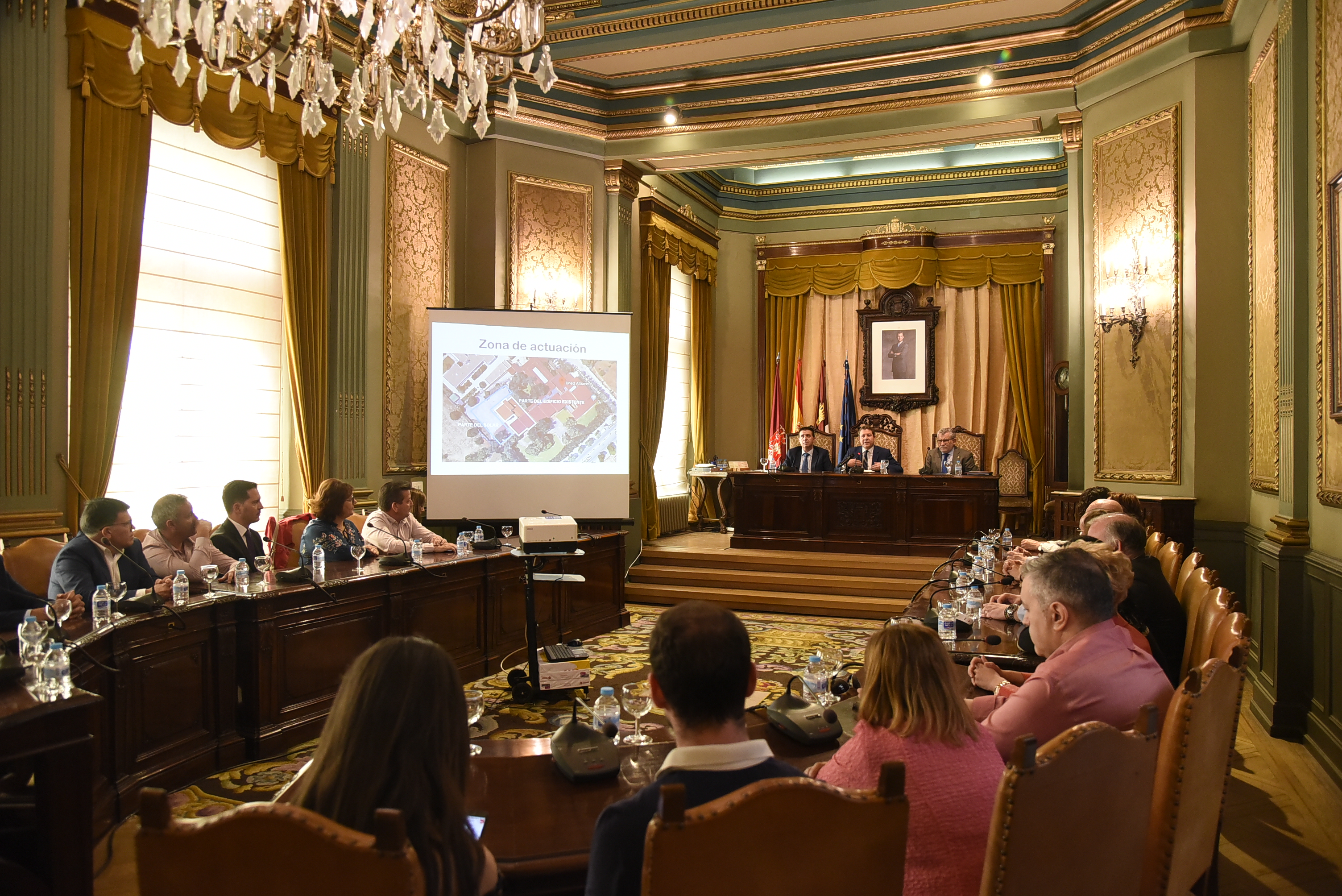
Interior de la Diputación Provincial de Albacete

Integran la diputación provincial, como órganos de gobierno de la misma, el presidente, los vicepresidentes, la corporación, el pleno y las comisiones informativas.

### Corporación provincial
La Diputación de Albacete se compone de 25 diputados provinciales que son elegidos por los distintos partidos judiciales de la provincia de Albacete en razón a los resultados conseguidos por los distintos partidos en relación con la representatividad de concejales en los ayuntamientos una vez constituidos éstos resultando de las elecciones municipales. Estos diputados forman el pleno de la corporación, máximo órgano de gobierno de la administración provincial. El pleno se divide en grupos políticos atendiendo al reparto en partidos políticos.
| Actual distribución de la Diputación tras las elecciones municipales de 2023 | Actual distribución de la Diputación tras las elecciones municipales de 2023 | Actual distribución de la Diputación tras las elecciones municipales de 2023 | Actual distribución de la Diputación tras las elecciones municipales de 2023 | Actual distribución de la Diputación tras las elecciones municipales de 2023 |
| Partido político                                                             | Votos                                                                        | %                                                                            | Diputados                                                                    |                                                                              |
| ---------------------------------------------------------------------------- | ---------------------------------------------------------------------------- | ---------------------------------------------------------------------------- | ---------------------------------------------------------------------------- | ---------------------------------------------------------------------------- |
| Partido Socialista de Castilla-La Mancha (PSCM-PSOE)                         | 83.315                                                                       | 39,70%                                                                       | 13                                                                           |                                                                              |
| Partido Popular de Castilla-La Mancha (PP-CLM)                               | 82.063                                                                       | 39,10%                                                                       | 10                                                                           |                                                                              |
| Vox (VOX)                                                                    | 21.351                                                                       | 10,17%                                                                       | 2                                                                            |                                                                              |

#### Distribución de escaños por partidos judiciales
| Partido judicial |    |    |   | Diputados |
| ---------------- | -- | -- | - | --------- |
| Albacete         | 6  | 6  | 2 | 14        |
| Alcaraz          | 1  |    |   | 1         |
| Almansa          | 2  | 1  |   | 3         |
| Hellín           | 2  | 1  |   | 3         |
| La Roda          | 2  | 2  |   | 4         |
| Total            | 13 | 10 | 2 | 25        |

### Gobierno provincial
La corporación se divide en delegaciones de área que junto al presidente y los vicepresidentes forman el equipo de gobierno de la diputación provincial. Los diputados que forman el grupo político con mayor representación eligen al presidente y este a su vez elige los vicepresidentes y los delegados. El resto de diputados de los restantes grupos forman la oposición. Además de presidir la institución y el gobierno provincial, el presidente y los vicepresidentes, lo son a su vez del pleno, es decir del órgano parlamentario, al igual que ocurre en la mayoría de ayuntamientos con la figura del alcalde.
Tras las elecciones municipales de 2019 la diputación quedó de la siguiente forma: 12 diputados del PSOE, 10 del PP, 2 de Cs y 1 de Unidas Podemos.

## Organismos

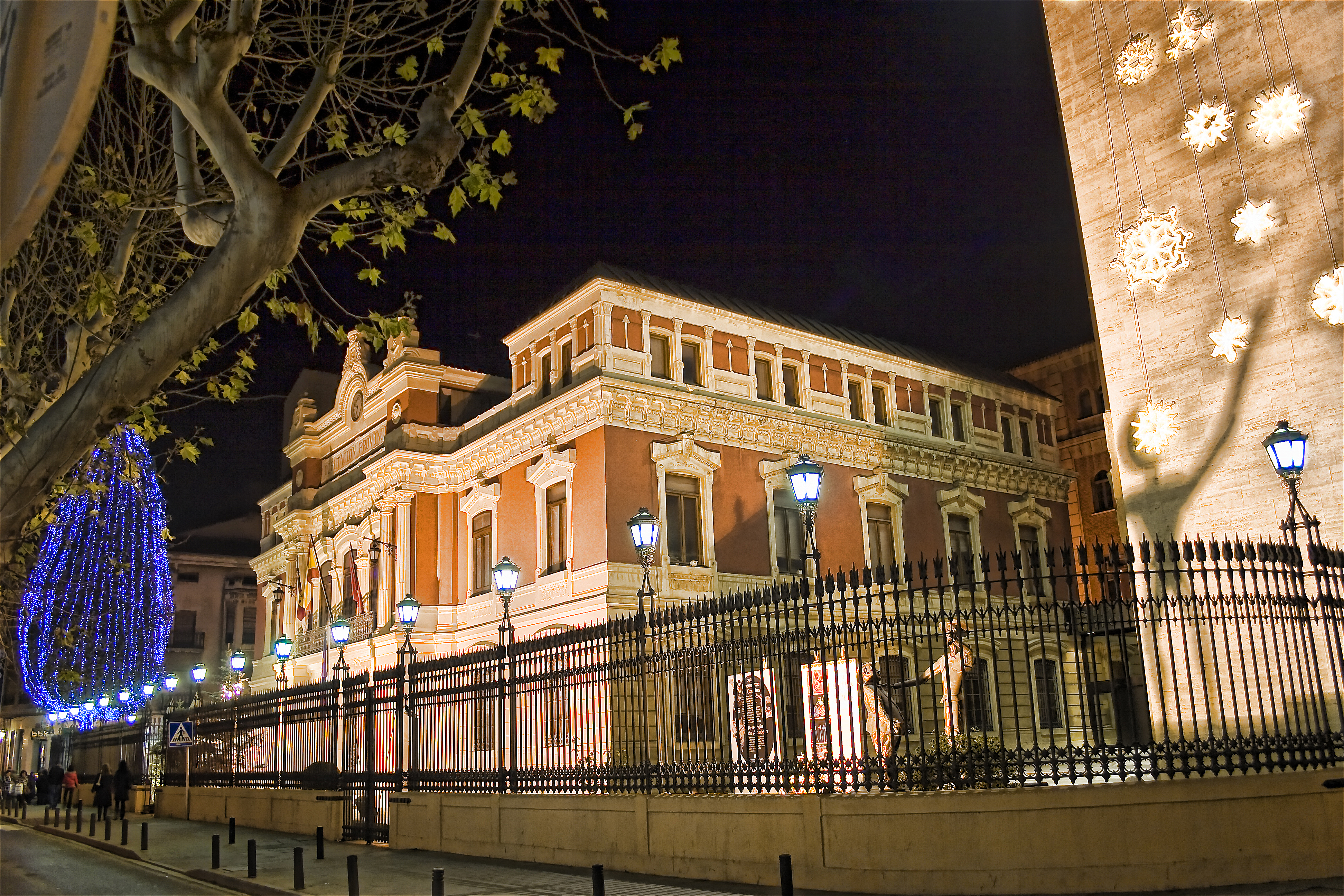
Vista lateral de la Diputación de Albacete

- Gestión Tributaria Provincial de Albacete
- Instituto Técnico Agronómico Provincial (ITAP)
- Instituto de Estudios Albacetenses (IEA)
- Real Conservatorio Profesional de Música y Danza de Albacete
- Consorcio de Consumo
- Consorcio de Servicios Sociales
- Institución Ferial de Albacete (IFAB)
- Bibliotecas municipales
- Centro Provincial de Recogida de Perros
- Cultural Albacete
- Teatro Circo de Albacete
- Vía Verde de la Sierra de Alcaraz
- Jardín Botánico de Castilla-La Mancha
- Agenda 21 Local-Desarrollo Sostenible
- Centro Asociado UNED de Albacete
- Circuito de Albacete

## Personal
La Diputación de Albacete tiene una plantilla de 1002 trabajadores, de los cuales  747 son personal funcionarial y 255 personal laboral.